# Pes bojovný
Pes bojovný (Dusicyon australis), dříve nazývaný Canis antarcticus (vlk antarktický), byla šelma volně žijící na Falklandských ostrovech, která vyhynula v roce 1876. Jeho taxonomické zařazení bylo několikrát upravováno. Nejprve byl považován za vlka (canis), poté za kojota a nakonec v roce 1914 byl druh již jako vyhynulý označen současným latinským jménem Dusicyon australis.
Tento endemický druh byl vysoký v kohoutku 60 cm a dlouhý 120–160 cm. Zbarvený je podobně jako evropský vlk. Jelikož nebyl pes bojovný jako živočišný druh nikdy pořádně zdokumentován, ví se o jeho způsobu života poměrně málo. Pravděpodobně lovil ptáky hnízdící na zemi (např. tučňáky), larvy a housenky.

## Příčiny vyhynutí
Pes bojovný doplatil na své vlčí vzezření a na to, že se vyskytoval na poměrně malém území v nevelkém počtu. Když byly Falklandy kolem roku 1860 osídleny britskými chovateli ovcí, pes bojovný začal být statkáři likvidován jako škodná. Byl i hojně loven pro svou kožešinu. Vzhledem k malé velikosti ostrovů a nemožnosti se před lidmi pořádně schovat byl brzy vyhlazen. V letech 1868 až 1870 byl neúspěšně uskutečněn zoufalý pokus o záchranu druhu v londýnském zoo, když se tento dříve hojný druh dostal na seznam druhů ohrožených vyhubením. V roce 1876 byl uloven poslední příslušník tohoto „antarktického“ psa.

## Zajímavosti
V současné době je stále předmětem sporů, jak se vůbec tito psi na Falklandy dostali. Nejpravděpodobnější varianta je ta, že jejich předkové přešli z oblasti dnešní Argentiny během poslední doby ledové po jakémsi můstku, který mohl na nějaký čas zamrzat.
Český název "pes bojovný" naprosto neodpovídá vlastnostem této šelmy. Šlo ve skutečnosti o poměrně krotké a důvěřivé zvíře, což byla také jedna z příčin jeho vyhynutí. Pes se lidí nebál, nechal se snadno nalákat na kus masa a byl poté lovci bez větší námahy usmrcen. Když v roce 1833 navštívil Falklandy Charles Darwin, už tehdy zaznamenal zjevný úbytek těchto zvířat a předpověděl jejich vyhynutí.